# Tetrastyl

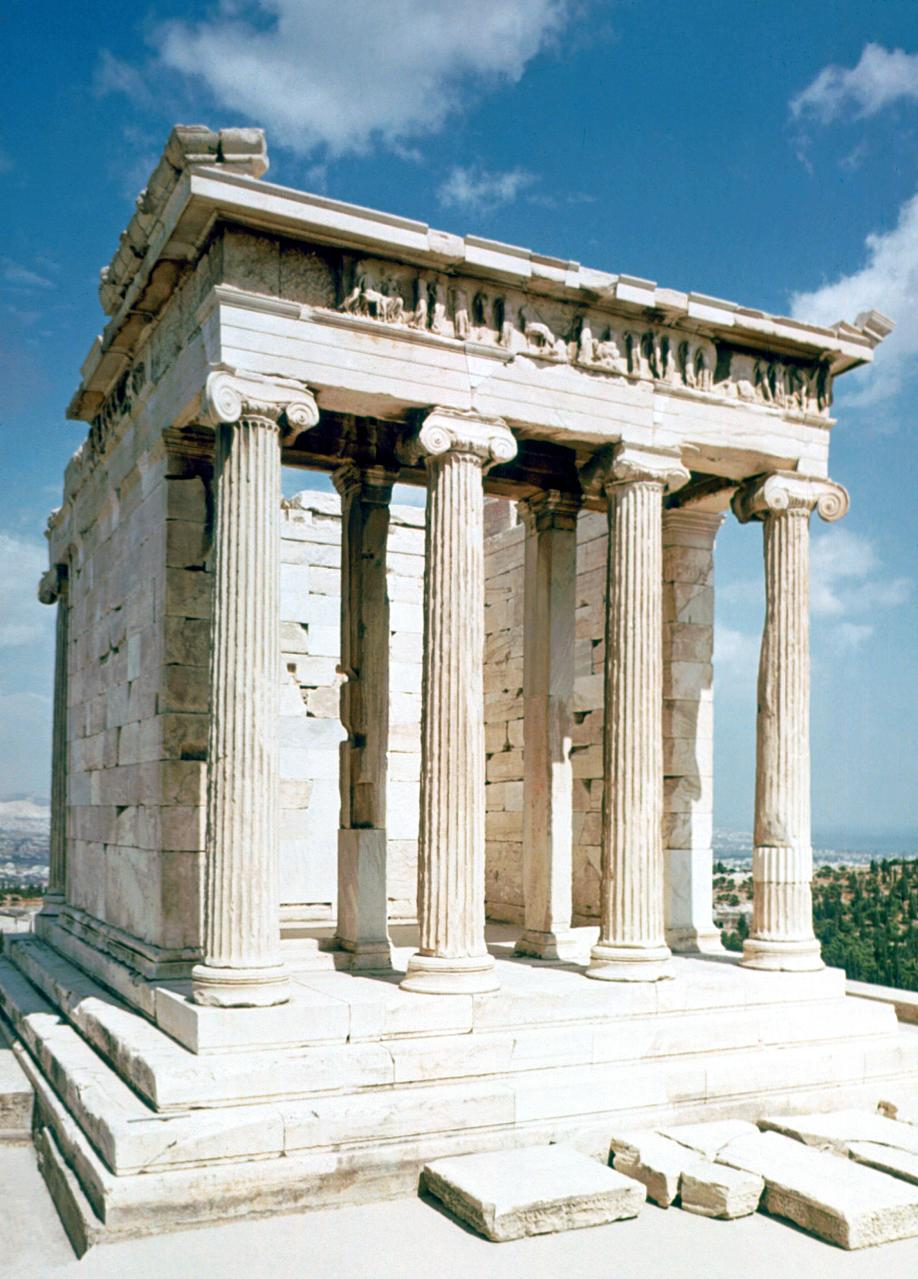
Exempel på ett tetrastylt tempel: Athena Niketemplet i Aten.

Tetrastyl (av klassisk grekiska τέττᾰρες, ”fyra”) är en portik eller annan konstruktion med fyra frontala kolonner.

## Bilder

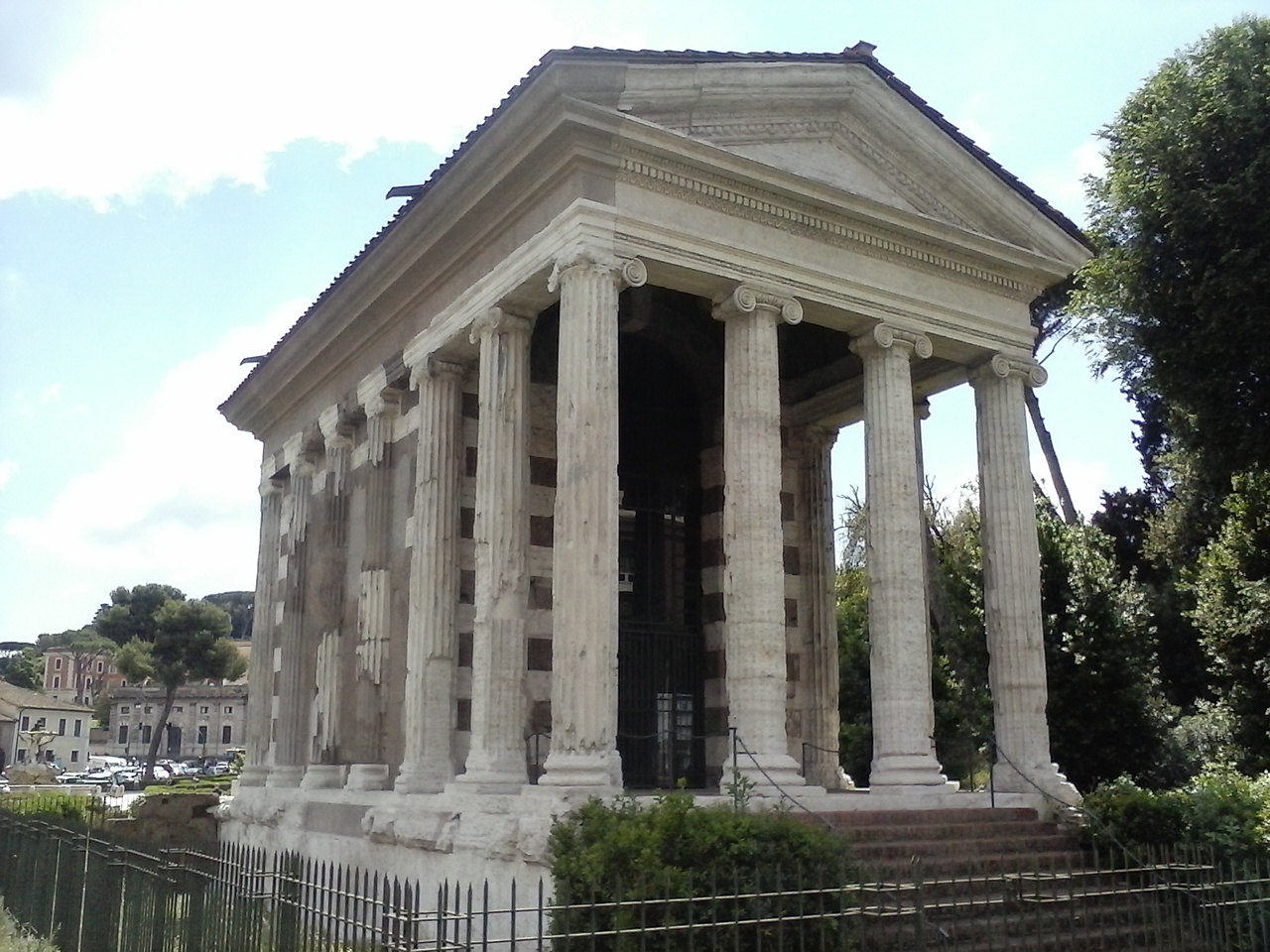
Portunustemplet i Rom.
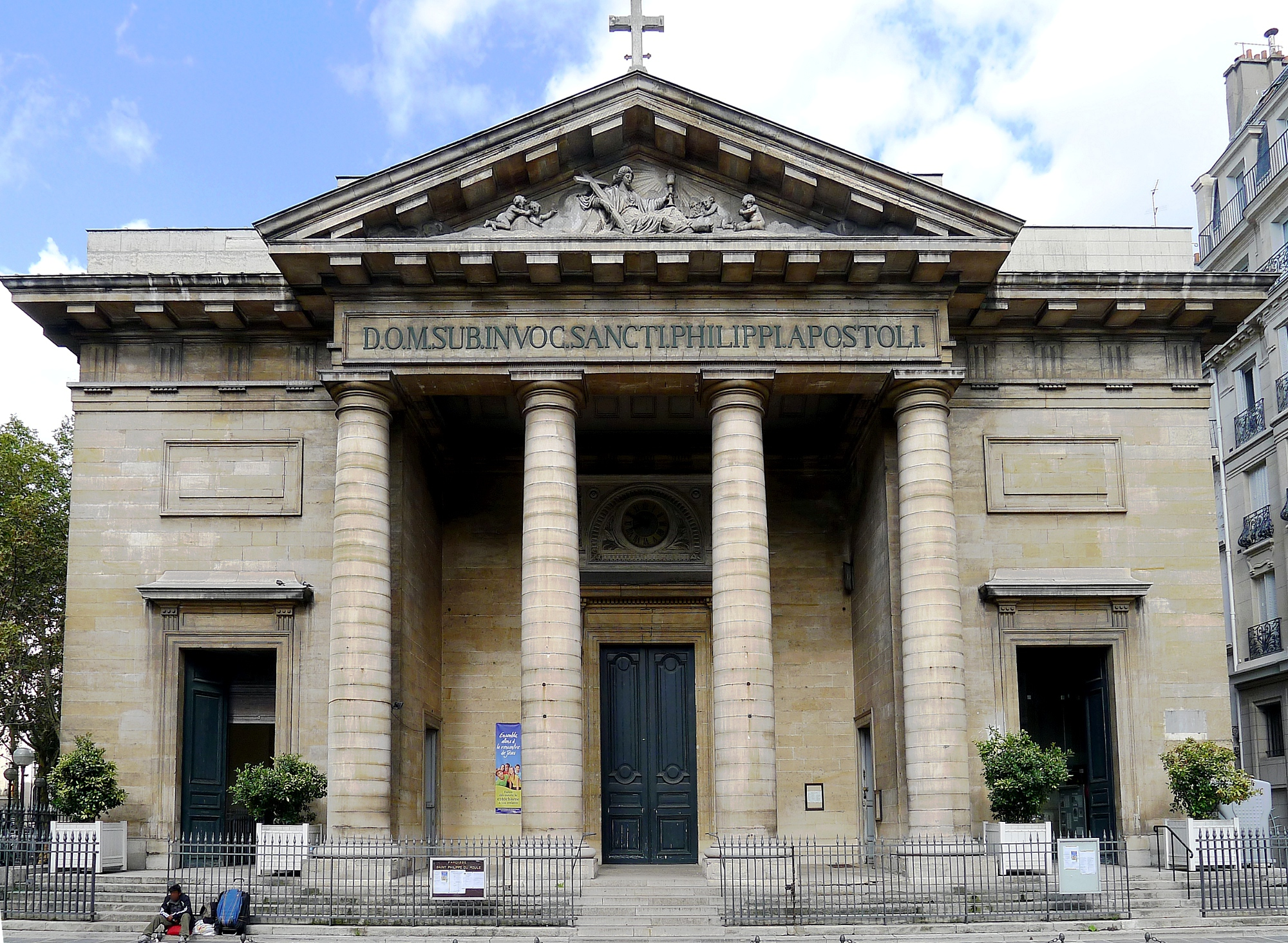
Kyrkan Saint-Philippe-du-Roule i Paris.